# Олден (город, Миннесота)
Олден (англ. Alden) — город в округе Фриборн, штат Миннесота, США. На площади 2,6 км² (2,5 км² — суша, 0,1 км² — вода), согласно переписи 2002 года, проживают 652 человека. Плотность населения составляет 262,6 чел./км².
- Телефонный код города — 507
- Почтовый индекс — 56009
- FIPS-код города — 27-00838[1]
- GNIS-идентификатор — 0639262[2]